# Hans Sluga
Hans D. Sluga (* 24. April 1937) ist ein deutscher Philosoph und seit 1979 Professor für Philosophie in Berkeley.

## Leben
Hans Sluga studierte Philosophie an der Universität Bonn und der Ludwig-Maximilians-Universität München. Er promovierte in Oxford, nachdem er Kurse bei R. M. Hare, Isaiah Berlin, Gilbert Ryle und Michael Dummett belegt hatte.
Sluga hat als Lektor der Philosophie an dem University College London gearbeitet und lehrt seit 1970 als Professor für Philosophie an der University of California, Berkeley. Er lehrt und schreibt zu Themen der analytischen Philosophie sowie zur politischen Philosophie und wurde besonders durch die Ideen von Gottlob Frege, Ludwig Wittgenstein, Martin Heidegger, Friedrich Nietzsche und Michel Foucault beeinflusst.

## Schriften
- Gottlob Frege, Routledge & Kegan Paul, London 1980
- Heidegger’s Crisis. Philosophy and Politics in Nazi Germany, Harvard University Press 1993
- Wittgenstein, Wiley-Blackwell, 2011
- Politics and the Search for the Common Good, Cambridge U. P. 2014
- The Philosophy of Frege (Hrsg.), 4 Bände. Garland Press, 1993
- The Cambridge Companion to Wittgenstein (ed. with David Stern). Cambridge University Press 1996, ISBN 978-0-521-46591-5